# Обжера, Бранислав
Бра́нислав О́бжера (словац. Branislav Obžera; род. 29 августа 1981 года) — словацкий футболист, полузащитник, двукратный чемпион Словакии.

## Карьера
Обжера родился в Бистричанах и начал играть в футбол за провинциальный Баник из Прьевизды. Когда ему было 19 лет, он получил предложение от Слована, и летом 2001 года он пополнил ряды сильнейшего клуба Словакии. За Слован он играл в течение трех сезонов, пока не покинул команду в 2004 году и не перешёл в прогрессировавшую Артмедия из Петржалки. Через год он был частью команды, которая под руководством Владимира Вайсса-старшего вышла в групповой турнир Лиги чемпионов. В 2006 году он переехал вместе с Петером Петрашем и Мартином Якубко в Россию, в раменский Сатурн, который в то время тренировал Владимир Вайсс. За Сатурн он сыграл в чемпионате России 14 матчей, в которых забил дважды. За это время он получил две серьезные травмы — в марте 2006 года повредил плечо, а в августе — колено.
Весной 2007 года Обжера вернулся в Петржалку. В первом же матче против ФК Нитра он забил победный гол. Артмедия закончила сезон на втором месте и квалифицировалась в Кубок УЕФА. Во втором предварительном раунде Обжера сыграл важную роль на поле в игре против армянской Мики, забив два гола, которые решили исход противостояния в пользу словацкого клуба. Однако в первом квалификационном раунде Артмедия уступила греческому Панатинаикосу.
Во время сезона 2007-08 Артмедия боролась за первое место с Жилиной и, в конце концов, выиграла титул. Обжера в том сезоне забил семь голов.
В сентябре 2008 года Обжера переехал в Слован. В ноябре 2008 года он забил два гола в ворота Жилины (2-0).
В 2012 году 31-летний Обжера перешёл в ДАК 1904, но так и не сыграл за новый клуб ни одного матча. Вернуться на прежний уровень ему не помогли переходы в австрийский Бад Исхль и возвращение в Слован. Вновь появиться на поле и забивать голы Обжера смог лишь в 2015 году, перейдя в Баник Горна-Нитра.

## Достижения
Слован:
- Чемпион Словакии 2008/09, 2010/11
- Обладатель Кубка Словакии 2010, 2011